# Léo Nardus
Fils de l’antiquaire  Manus Salomon et Catharina  Alida Berlÿn, Leonardus Salomon (né à Utrecht le 5 mai 1868 et mort le 12 juin 1955 à la Marsa en Tunisie) est un peintre impressionniste néerlandais, marchand d'art, collectionneur et financier d'origine juive, sportif accompli et passionné d’opéra. Par arrêté royal du 20 février 1911, n ° 91, il a obtenu pour lui et sa famille l’autorisation de changer son nom. 
Il est sélectionné en 1912 aux Jeux olympiques de Stockholm pour l'équipe des Pays-Bas d’épée et décroche avec cette dernière la médaille de bronze de la discipline. Il était aussi un amateur avisé d’échecs et grand mécène de cette discipline. 
Une fausse idée selon laquelle il serait décédé en 1930, est due au fait qu'il passa les 25 dernières années de sa vie dans sa somptueuse villa tunisienne de La Marsa sans revenir en Europe.

## Biographie
Nardus a étudié à l'Académie royale des beaux-arts d'Amsterdam sous la direction de Sylbran Altmann (1822- 1890). Son travail porte essentiellement sur des portraits et des scènes de genre.
Après ses études, il est envoyé par son père à Paris et travaille chez un marchand d’art Stéphane Bourgeois qui deviendra par la suite son beau-père. En 1889, accompagné de son ami Michel Van Gelder il entreprit une  brève expédition en Argentine dans la région du Chaco afin d’y trouver de l'or, mais cette expédition sera un échec et les deux amis rentreront dans l’urgence.
De retour à Paris, il  réintégrera la maison de vente de Bourgeois qui l'enverra aux États-Unis afin de satisfaire la demande toujours plus excessive des millionnaires américains. De ce séjour outre-Atlantique, Nardus, sans doute poussé par cette soif de découvertes des peintres néerlandais du siècle d’or par les millionnaires de l’époque, sera amené à commettre des irrégularités qui feront dire de lui plus tard qu’il était un faussaire, ce qui ne fut jamais démontré.
Néanmoins une grande dispute apparut entre 1904 et 1909 au sujet de la collection de PAB Widener (en) un des magnats de l’industrie américaine; sur les 93 œuvres vendues à ce dernier par Nardus, 11 furent sujettes à critique par l’expert Hofstede de Groot qui dans un courrier daté de 1908 demanda à Nardus de réparer. Parmi les œuvres dont l’attribution s’avéra fausse on trouve un tableau de Albert Cuyp et un Jacob van Ruisdael. Nardus continua à nier mais  sous la médiation de Michel Van Gelder accepta de reprendre les pièces douteuses et de les remplacer par d’autres, expertisées cette fois.
Un autre amateur d’art M. Borden se sentant floué demanda une expertise des œuvres vendues par Nardus et là aussi de mauvaises attributions furent trouvées. Nardus proposa donc de reprendre l’intégralité des œuvres vendues. Mais dans un courrier adressé à Michel Van Gelder, M. Borden ne souhaita pas accepter la transaction puisque dans les œuvres vendues par Nardus figurait un portrait de Lucrèce de Rembrandt dont la plus-value réalisée couvrait plus que largement la perte sur les autres œuvres de qualité douteuse.
Contrairement à ce qui a été écrit ou insinué dans un article sur Apollo magazine par le journaliste américain Jonathan Lopez, il n a jamais été prouvé que Nardus fut un faussaire. Il utilisa les services de Théo van Vindjgarden (qui deviendra par la suite le professeur de Hans van Megeren) comme il l’indiqua à son petit-fils Serge Nardus, afin de camoufler les toiles anciennes pour leur faire passer la douane américaine, où une taxation des œuvres d’art de 30 % avait été mise en place au début du siècle.
Dans divers courriers on retrouve le prix réellement déclaré pour la douane et le prix réel des œuvres. Quant à des insinuations au sujet d’une collaboration Nardus-Van Megeren elle est purement spéculative. Nardus ne rencontra jamais van Megeren et l’arrivée de ce dernier sur le marché de l’art intervint alors que Nardus n’était plus actif.
Enfin dans un courrier en date du 5 octobre 1908, Widener menaçait Nardus de poursuites ce qu’il ne fit jamais au risque de voir son image ternie par un procès.
Nardus ne fut jamais condamné puisqu’il répara et plus, Widener lui acheta plus tard une nouvelle œuvre; de cet épisode américain, il conservera des amitiés solides avec J.P. Morgan ainsi qu’avec M. Van Horne président de la Canadian Pacific.
En juin 1904, il épousa  à Londres (Kensington) la fille de Stéphane Bourgeois dont il eut deux filles Léa et Flory. Il portait alors le surnom de « l'homme aux Cinquante millions ». Pendant cette période, il vécut au château d'Arnouville où naquit Léa, jusqu’en 1907, où il habita un petit château aujourd’hui disparu dominant Paris à Suresnes.
Sa première exposition personnelle eut lieu à la galerie  de Paul Rosenberg à Paris en mai 1907. On y découvre un magnifique portrait du violoniste espagnol Costa. Comme son ami le peintre Isaac Israels, et comme le fit Vincent van Gogh avant lui, Nardus passa du temps sur les plages et dunes de Scheveningue (Hollande) et en peignit abondamment les paysages, ainsi que les habitants de cette cité balnéaire.
En 1911, Nardus divorce d’avec Hélène Bourgeois et la procédure durera une dizaine d’années; il engage alors une jeune gouvernante charentaise née à Brillac (16) qui deviendra rapidement le personnage central de sa vie sans que personne puisse affirmer avec certitude ce que  fut la teneur de cette relation.
À partir de cette période Nardus va se remettre à peindre de manière effrénée il voyagera en Égypte (1900-1904), Italie (1912), Algérie (1913-1914-1915), il vécut aussi à Londres (1904) (où il noua des liens d amitié très forts avec le célèbre Eugen Sandow, père du culturisme), Barcelone (1913,1915). Mais sans aucun doute sa destination préférée fut la Tunisie qu’il visita en 1899-1900-1912-1913.
S’il faut bien admettre que Nardus se soit enrichi  sans trop de scrupules aux États-Unis, il est important de parler aussi de la générosité qui caractérise aussi sa vie. Le 23 janvier 1917, Nardus  accompagné dans son geste par le célèbre peintre Breitner, vendit aux enchères au profit de la Croix-Rouge française et belge un grand nombre d’œuvres produites par lui. Le catalogue de la vente Frederik Muller mentionne des portraits de gitanes et de toreros espagnols, de picadors mais aussi de joueurs d’échecs comme le célèbre Franck Marshall, ou le champion Emanuel Lasker. Au total ce seront 57 œuvres qui seront ainsi vendues. Le produit de la vente permettra d’acheter un véhicule-ambulance qui montera au Front  récupérer les blessés de la Grande Guerre et qui portera le nom de Léo Nardus. 
Ayant constitué une importante collection privée de peintures anciennes (italienne, espagnole et hollandaise), il fit don d’œuvres au musée de Leyde (Rembrandt), Louvre, Musées royaux des beaux-arts de Belgique à Bruxelles, Prado. La générosité de Nardus ne s’exerça pas uniquement dans le monde de l’art, il fut aussi un grand mécène reconnu des échecs. Ami de Franck Marshall tout au long de sa vie il fut aussi le sponsor d’un joueur français d’origine polonaise David Janowski. Il n’hésita pas à organiser des parties d’échecs fortement dotées à Paris. Dans cette même ville Nardus lui-même battit Franck Marshall.
Lors d’un tournoi, Nardus voulut proposer une alternative à une parade proposée par Janowski et ce dernier lui répliqua « vous êtes un idiot » ce qui mit fin à la collaboration Nardus/Janowski et qui donna ensuite le titre de la chanson the idiot par Iggy Pop.
Son divorce terminé Nardus décidera en 1921 de quitter la France avec sa famille pour rejoindre la Tunisie et c’est dans la cité balnéaire de la Marsa qu’il fit construire un palais en marbre rose disparu depuis 1991. Avant de quitter l’Europe Nardus décida de confier sa collection d’œuvres d’art, comportant selon Patrick Neslias 150 tableaux de maîtres, à son ami Arnold van Buuren afin de la protéger du climat d'Afrique du Nord.
Pendant son séjour tunisien, Nardus vivra en autarcie, ne participant que peu à la vie tunisienne. Il produisit alors un grand nombre de toiles qu’il offrait sans jamais se soucier de la valeur marchande de son œuvre. 
En 1940, la collection de Nardus sera saisie en Hollande chez Van Buuren, qui sera déporté avec son épouse et décédera en 1943 au camp de  concentration de Sobibor; Dès lors Nardus ne disposera plus de la même aisance financière et la vie commencera à être difficile, le poussant même à vendre sa propriété en viager.
Flory sa fille entreprendra d’obtenir après la guerre des restitutions mais de mauvaises associations conduiront à l’oubli des œuvres de la collection Léo Nardus. 
Après avoir échoué c’est en 1984 que Patrick Neslias, un banquier ami du petit-fils de Nardus et mandaté par ses descendants, et chercheur indépendant, commencera à reprendre le dossier de la collection disparue et obtiendra des restitutions en 2009 – 2010; le magazine "Reportages" de la chaîne TF1 lui a consacré un documentaire sous le titre Trafic d'art, la longue traque qui a été diffusé le 22 août 2015;  on l'y voit trouver par hasard des documents et photographies relatifs à cette famille dans un grenier parisien, puis localiser aux Pays-Bas par l'intermédiaire d'un antiquaire, un portrait de Nardus dont le cadre porte un numéro de l'inventaire rédigé par les nazis lors de la saisie de la collection.